# Landesverlag Thüringen
Der Landesverlag Thüringen war ein Verlag in Weimar von 1946 bis 1951.

## Geschichte
1946 wurde der Landesverlag Thüringen gegründet. Er befand sich in den enteigneten Gebäuden von Panses Verlag in der Scherfgasse 1–5. 
Dort erschienen vor allem offizielle Publikationen, wie Gesetze, und Informationsblätter der Landesregierung und von Behörden, außerdem ein Handbuch des Thüringer Landtages, ein Handbuch über Thüringens Industrie, ein Thüringer Hauskalender, ein Reisebericht aus der Sowjetunion und ähnliches. In der Druckerei wurden Prospekte, Theaterprogramme und weiteres hergestellt.
1949 war der Landesverlag Thüringen ein Volkseigener Betrieb (VEB), Geschäftsführer war Herbert Kiese. 1951 wurde er umgewandelt, wahrscheinlich in den VEB Vordruck-Leitverlag Weimar.

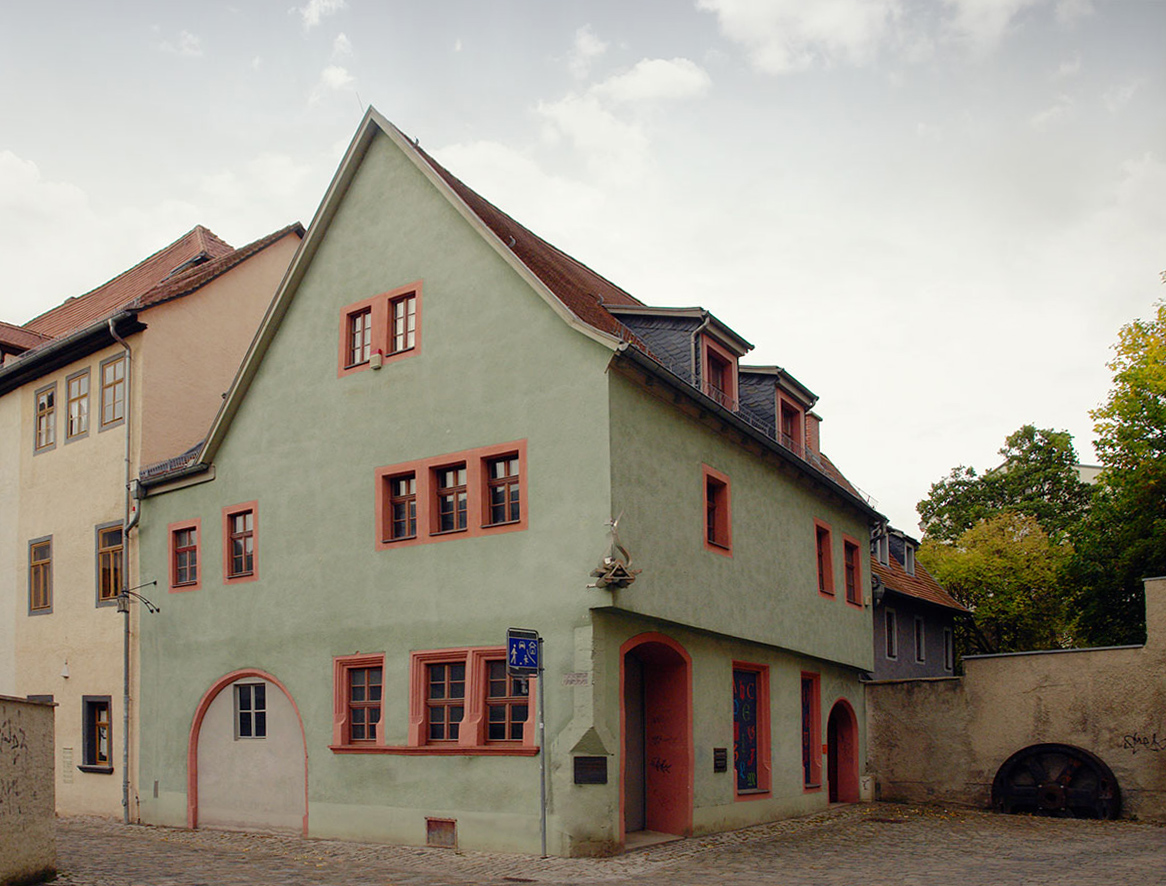
Ehemalige Druckerei in der Scherfgasse 5, 2014